# Aventura soldatului alb ca varul
Aventura soldatului alb ca varul (în engleză The Adventure of the Blanched Soldier) este una dintre cele 56 povestiri scurte cu Sherlock Holmes ale lui Sir Arthur Conan Doyle și a opta povestire din volumul Arhiva lui Sherlock Holmes. În reeditările mai noi ale volumului, este a doua povestire.
A fost publicată la 16 octombrie 1926 în revista americană Liberty și în noiembrie 1926 în Strand Magazine (ilustrată de Howard K. Elcock), apoi în volumul "Arhiva lui Sherlock Holmes" (în engleză The Case-Book of Sherlock Holmes) editat în 1927 de John Murray din Anglia. 
Această povestire are particularitatea de a fi una dintre cele două povestiri (cealaltă fiind Coama leului) narate de însuși Sherlock Holmes și nu de doctorul Watson. 

## Subiect

### Misterul inițial
În ianuarie 1903, la locuința lui Sherlock Holmes din 221B Baker Street sosește James M. Dodd pentru a-i expune detectivului un caz straniu legat de un prieten dispărut, Godfrey Emsworth. Dodd a servit în cavaleria regală în Africa de Sud în timpul Războiului Burilor (1899-1902), care se terminase cu puțină vreme mai înainte. Acolo se împrietenise cu Godfrey Emsworth, camarad de arme și fiu al colonelului Emsworth, reputat pentru caracterul său tiranic. În 1902, James Dodd a aflat din două scrisori că prietenul său Godfrey Emsworth fusese grav rănit de un glonte, în împrejurimile orașului Pretoria. 
După război, Dodd a încercat să-și revadă camaradul rănit, de care nu mai aflase nimic după ce acesta fusese rănit, neprimind "niciun cuvânt de șase luni și mai bine". Cum cei doi erau buni prieteni, Dodd crede că acestuia i s-a întâmplat ceva rău. Dodd a încercat atunci să-i scrie colonelului Emsworth, tatăl lui Godfrey. Abia după ce i-a scris a doua oară, a primit un răspuns scurt și nepoliticos în care i s-a spus că Godfrey plecase într-o călătorie în jurul lumii și nu se va întoarce acasă mai repede de un an.
Nemulțumit de răspuns, Dodd este convins că Godfrey nu ar fi plecat într-o călătorie în jurul lumii fără să-l anunțe pe vechiul său camarad de arme. El s-a deplasat apoi la casa familiei Ensworth din Tuxbury Old Park, lângă Bedford, pentru a afla vești despre Godfrey. În casă locuiau patru persoane: colonelul și soția sa, un majordom și soția sa. Colonelul Ensworth l-a primit cu iritare și i-a spus din nou că fiul său plecase într-o călătorie în jurul lumii. În aceeași seară, Dodd află de la majordomul Ralph că Godfrey este viu, dar era mai bine să fi fost mort. Emoția oaspetelui crește atunci când zărește la fereastră chipul alb ca varul al fostului său camarad de arme. 
Dându-și seama că a fost observat, Godfrey fuge în grădină. Dodd se duce după el, dar îi pierde urma, ajungând în fața unei clădiri anexă de pe proprietatea lui Emsworth. El reușește să obțină acordul colonelului pentru a mai sta o noapte pe domeniul familiei. În noaptea următoare, Dodd cercetează proprietatea colonelului și-l vede printr-o gaură dintr-un oblon pe Godfrey care era închis într-o cameră sub supravegherea unui om pe nume Kent. Este surprins de colonel în timpul acestei investigații și somat să ia primul tren spre Londra. Dodd merge atunci la Holmes pentru a-i relata povestea și a-i cere sfatul profesional.

### Rezolvare
Holmes consideră cazul destul de simplu și decide să meargă săptămâna următoare cu Dodd la Tuxbury Old Hall pentru a-și verifica ipoteza. Pe drumul spre gara Euston li se alătură un al treilea om, pe care Holmes îl prezintă ca un vechi prieten.
Sosiți la proprietatea familiei Emsworth, Holmes și Dodd sunt primiți în casă. Detectivul îl vede la sosire pe majordom purtând mănuși de piele, din care se degajă un miros înțepător de gudron. Colonelul furios îi somează să plece imediat, cerând chemarea poliției. Holmes scrie un singur cuvânt pe o foaie din carnet și i-o înmânează colonelului. Înțelegând că detectivul cunoaște situația, colonelul acceptă ca Holmes și Dodd să meargă în clădirea anexă pentru a-l vedea pe Godfrey. 
Godfrey îi explică fostului camarad de arme că după ce fusese rănit în Africa de Sud, rătăcise obosit pe drumuri necunoscute și nimerise într-o casă cu multe paturi. Se culcase într-unul din ele și adormise. A doua zi dimineața, s-a trezit înconjurat de oameni diformi și pociți. Sosit imediat, medicul britanic i-a spus lui Godfrey că acolo era o leprozerie și că el dormise în noaptea anterioară în patul unui lepros. El l-a izolat imediat, dar exista pericolul de a fi fost contaminat cu lepră. Când a ajuns în Anglia, Godfrey a constatat că îi apăruseră pe corp simptomele îngrozitoarei maladii. Temându-se că dacă s-ar afla că are lepră ar fi fost luat cu forța de acasă și izolat la o leprozerie în carantină, părinții au apelat la un medic de încredere, domnul Kent, și l-au izolat într-o casă de pe proprietatea familiei sub supraveghere medicală. 
Holmes îl cheamă pe prietenul cu care venise și care era de fapt Sir James Saunders,  medic specialist în dermatologie, pentru a-l consulta pe Godfrey. Detectivul le explică membrilor familiei Emsworth, lui Dodd și doctorului Kent cum a dedus despre ce era vorba. Pe hârtia înmânată colonelului, el scrisese cuvântul "lepră". Detectivul afirmă că erau trei explicații posibile pentru izolarea lui Godfrey: crima (dar în acest caz era mai plauzibilă trimiterea în străinătate a vinovatului), nebunia (dar persoana bolnavă putea fi ținută legal pe proprietatea familiei, dacă avea parte de supraveghere medicală) sau existența unei boli infecțioase posibil lepră (care ar fi putut fi explicația feței albe ca varul, iar descoperirea unui bolnav de lepră ar fi dus la internarea lui obligatorie într-o leprozerie).
Povestirea are un final fericit. După un examen amănunțit al bonavului, Sir James Saunders constată că Godfrey nu era bolnav de lepră, ci de pseudo-lepră sau ihtioză, o afecțiune a pielii necontagioasă și tratabilă. Medicul presupune că boala a apărut pe fond psihologic, sub influența temerilor lui Godfrey că s-ar fi putut îmbolnăvi de lepră. Povestirea se termină cu bucuria familiei Emsworth.

## Personaje
- Sherlock Holmes
- James M. Dodd - agent de bursă pe strada Throgmorton, fost combatant în Războiul burilor
- Godfrey Emsworth - fiul colonelului Emsworth, fost combatant în Războiul burilor
- colonelul Emsworth - decorat cu Crucea Victoria în Războiul Crimeei
- doamna Emsworth - soția colonelului Emsworth
- Ralph - majordom în casa colonelului Emsworth
- dl. Kent - medic generalist
- Sir James Saunders - medic specialist în dermatologie

## Comentariu
Holmes narează singur această povestire, ca și următoarea intitulată "Coama leului", ca urmare a faptului că Watson "mă părăsise pentru o soție". De la relatarea din "Casa pustie" a "tristului deces" al lui Mary Morstan în cei trei ani trecuți de la "Ultima problemă" "petrecută în 1891", aceasta este prima referire la o a doua soție a lui Watson.

## Aluzii la alte anchete
În cursul narațiunii, Holmes evocă alte două cazuri la care lucra în ianuarie 1903. Detectivul menționează că investigarea misterului prezentat aici a fost întârziat pentru că era angajat cu clarificarea "cazului pe care prietenul meu Watson l-a descris ca cel al Școlii de la abație, în care Ducele de Greyminster era implicat atât de profund". Ducele de Holdernesse a fost clientul principal în cazul denumit "Școala de stareți". Al doilea caz este inedit și privește o misiune încredințată de sultanul Turciei, având importante implicații politice.

## Traduceri în limba română
- Soldatul cu fața albită - în volumul "Enigma diademei de berile" (Casa Editorială Odeon, București, 1991) - traducere de Andrei Bantaș
- Aventura soldatului palid - în volumul "Vampirul din Sussex" (Ed. Vremea SC, București, 1992), traducere de Daniela Caraman-Fotea
- Aventura soldatului alb ca varul - în volumul "Aventurile lui Sherlock Holmes. Vol IV" (Colecția Adevărul, București, 2010), traducere de Alina Claudia Begu
- Aventura soldatului alb ca varul - în volumul "Aventurile lui Sherlock Holmes. Vol. IV" (Colecția Adevărul, București, 2011) - traducere de Alina Claudia Begu